# Piz Bernina
A Piz Bernina az Alpok legkeletebbre fekvő négyezer méternél magasabb hegycsúcsa. Bár a Piz Bernina tömbje a svájci-olasz határon fekszik, a legmagasabb – 4049 méteres – csúcs teljesen svájci területen van.   
Nevét 1850-ben Johann Coaztól kapta, aki elsőként mászta meg a csúcsot.